# Feira da Torre

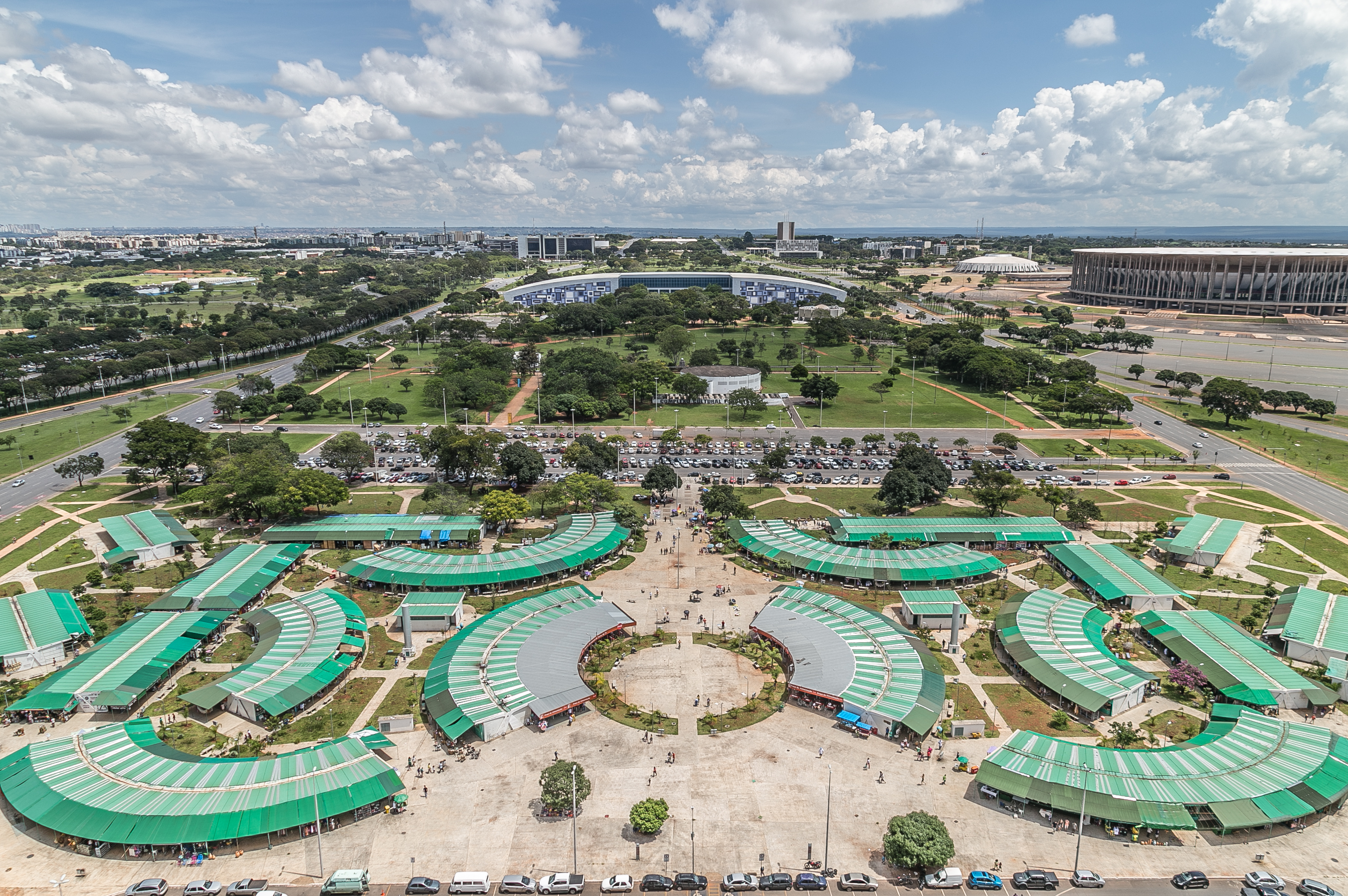
Boxes da Feira da Torre, em março de 2015

A Feira de Artesanato da Torre de TV, mais conhecida como Feira da Torre e anteriormente como Feirinha Hippie, é realizada em Brasília, de quinta a domingo. Fundada em maio de 1964, é considerada um dos principais pontos turísticos da capital federal brasileira. Os feirantes vendem uma variedade de produtos, incluindo esculturas, almofadas, flores, artesanato em geral, quadros, souvenirs, estofados, etc; em 2020, haviam 480 boxes ocupados (de 600 disponíveis).
Inicialmente, a feira ocorria à entrada da Torre de TV, antes mesmo desta ser inaugurada, em 1967. De acordo com o Instituto do Patrimônio Histórico e Artístico Nacional (IPHAN), "ela é contemporânea do movimento hippie dos anos 1960 e 1970 no Brasil, quando, alijados da participação política, os jovens propunham sua própria forma de viver, a contracultura." Com o passar dos anos, a feira foi melhor organizada e moveu-se para uma estrutura construída em um local mais abaixo da torre.
Embora inicie nos dias de semana, seu maior movimento é registrado nos fins de semana, quando entre 10 a 15 mil pessoas visitam a feira; em 2020, estimou-se que cerca de 30% dos boxes funcionavam nos dias de semana (quinta e sexta). Em 2013, o governo distrital informou que a feira gerava aproximadamente 1.400 empregos diretos e indiretos. Em 2014, no âmbito dos preparativos para a Copa do Mundo, foi reinaugurada.

## História
Na década de 1960, com o estabelecimento de Brasília como a nova capital federal do país, uma grande quantidade de imigrantes passou a morar no Distrito Federal, onde buscaram oportunidades de emprego. Parte deste contingente encontrou nas feiras uma fonte de renda. Em 1967, a Torre de TV foi inaugurada. Em seu pavimento térreo, um grupo de 16 pessoas utilizou o espaço para exporem suas obras artesanais. Não estava previsto a criação de uma feira neste ambiente, mas ainda assim a feira foi constituída por iniciativa dos artesãos no final da década de 1960. Inicialmente, não havia padronização ou regulamentação, sendo estruturada com barracas móveis.
Outros serviços e produtos começaram a ser expostos na feira a partir dos anos 1980, incluindo comidas típicas, móveis de madeira, brinquedos e roupas. Na década seguinte, o evento era empreendido por 150 feirantes, que apresentavam uma variedade de produtos, de cartões postais a utensílios domésticos. Como a estrutura mais alta de Brasília, a Torre de TV atraía uma grande quantidade de turistas, interessados em acessar seu mirante, mas que acabavam também visitando a feira. Deste modo, acabou convertendo-se em um importante sítio para a atração de turistas, assim como para divulgação, através de seus produtos, da cultura brasiliense e da região.
Em 2011, o governo do Distrito Federal editou o Decreto nº 32.847, dispondo sobre a transferência dos feirantes para uma área mais espaçada ao lado oeste, no Eixo Monumental. O valor da obra, que previa 608 boxes, foi estimado em R$ 14,9 milhões. Em 2013, o governo distrital referiu que a feira gerava quase 1,4 mil empregos diretos e indiretos. As obras no Complexo da Torre iniciaram-se naquele ano e, poucos dias antes do início da Copa do Mundo, foi reinaugurada. Além de ser transferida de local, a feira mudou toda a sua infraestrutura, com a construção de boxes padronizados de metal e subdivididos por blocos de A a J. No centro, foi criada uma praça de alimentação.

## Produtos
Em 2017, Luana Sousa Damasceno, em dissertação de mestrado, relatou: "Os produtos comercializados na feira são artesanatos feitos com materiais do cerrado, vestuários, acessórios, flores, instrumentos musicais, lembranças, couros, calçados, artes plásticas, barro, cerâmica, cultura reggae, móveis, pinturas, bijuteria, bordados, enxovais, pedras, decoração, produtos de mesa, cama e banho."
Em 2007, discorrendo sobre os produtos expostos, o Instituto do Patrimônio Histórico e Artístico Nacional (IPHAN) referiu: 

"O que chama a atenção à primeira vista é a expressão da diversidade das tradições culturais provindas de várias partes do Brasil: artesanato de Minas Gerais, bordados do Ceará, cerâmicas do Centro-Oeste, trabalhos em madeira, couro, metal, tecido, inventados em Brasília. Inúmeros tipos e variedades de brinquedos e objetos de decoração, comidas típicas da Bahia, Maranhão, Pará. O Norte se faz presente na culinária exótica do tacacá e do pato ao tucupi, nas tigelas de açaí; os tradicionais pastéis acompanhados de caldo de cana do centro do Rio também comparecem na Torre, como é hoje conhecida a feira. A Bahia está muito presente com seus sabores especiais, acarajés e abarás, seus jogadores de capoeira que se apresentam todos os domingos, ao pé de uma grande escultura que lembra um berimbau, o que já se tornou uma tradição desta feira."
Na mesma publicação, o IPHAN reportou:

"Na Feira da Torre, encontra-se também grande quantidade de souvenirs, atestando a demanda desses objetos não utilitários que reproduzem em pedra os monumentos principais da cidade. Também de pedra sabão ou de cristal – abundante matéria-prima encontrada em todo o Planalto Central – são feitos objetos lúdicos, incensários, santos, pirâmides que servem aos rituais místicos. De Minas Gerais foi trazida a pedra sabão que, diante da cidade modernista, transformou-se em esculturas predominantemente abstratas, com muitos vazados, formas estilizadas de corpos femininos e atléticos, além das famosas “lembranças de Brasília”, sempre reproduzindo um ícone consagrado, o Congresso Nacional, a Catedral, os arcos do Palácio da Alvorada, de diferentes tamanhos para agradar a tipos distintos de turista."

## Feirantes
Em um levantamento realizado em 2017, 70% dos feirantes afirmaram que não escolheram esta função, sendo a única oportunidade que tiveram. No entanto, acabaram mantendo a ocupação pois acabaram gostando ou não encontraram outra atividade. Outros 30% responderam que tratava-se de uma tradição familiar. Em relação ao período que trabalhavam neste ofício, 60% responderam que trabalham na feira há mais de quinze anos, 20% cerca de cinco anos, 10% menos de um ano e 10% menos de seis meses. 70% afirmaram que não trabalhavam em outros locais, pois não dispunham de tempo, uma vez que eles próprios produziam suas mercadorias durante os dias que não estavam na feira. Enquanto 80% produziam seus próprios produtos, a parcela restante revendia roupas, sapatos e souvenir. A maior parte deles eram adquiridos de atacadões localizados em outros estados.

### Associação
Em 1995, foi constituída a Associação dos Artesãos da Feira de Artesanato da Torre de TV (AFTTV). Deste então, a organização passou a organizar a feira, incluindo a incumbência de mantê-la limpa e segura. Em 2017, os feirantes pagavam uma taxa mensal de R$ 80,00 à associação. Também atua como intermediária entre os feirantes e os órgãos públicos. Em 2017, contava com 500 feirantes associados.